# Bobby Myers (racerförare)
Bobby Harris Myers, född 27 juni 1927 i Winston-Salem i North Carolina, död 2 september 1957 i Darlington i South Carolina, var en amerikansk racerförare. Han var yngre bror till racerföraren Billy Myers.
Myers gjorde nationell Nascar-debut 24 år gammal och tävlade huvudsakligen i Grand National Series (Nuvarande Nascar Cup Series). Han deltog i sammanlagt 15 lopp 1951-1953 samt 1956-1957. År 1957 körde Myers även åtta lopp i den kortlivade serien Nascar Convertible Division där man tävlade med cabrioletbilar. Han omkom i en våldsam krasch 2 september 1957 på Darlington Raceway under loppet Southern 500 när han och Paul Goldsmith i hög fart på varv 28 körde in i en stillastående Fonty Flock som spunnit och fått motorstopp på bakre raksträckan. Flock och Goldsmith skadades svårt och Flock valde att avsluta karriären efter olyckan. Myers Brothers 200, senare Myers Brothers 250, som kördes 1961, 1962 och 1964–1971 på Bowman Gray Stadium är uppkallat efter honom och brodern Billy. Även ett pris, Myers Brothers Award delas sedan 1958 årligen ut av National Motorsports Press Association till olika Nascar-profiler.
Han är gravsatt på Oaklawn Memorial Gardens i sin födelsestad Winston-Salem.

## Resultat

### Nascar Grand National Series
| År      | Starter | Vinster | Top-5 | Top-10 | Pole | Varv | Prispengar ($) | Placering | Poäng |
| ------- | ------- | ------- | ----- | ------ | ---- | ---- | -------------- | --------- | ----- |
| 1951    | 2       | 0       | 0     | 0      | 0    | 0    | 50             | 208       | i.u.  |
| 1952    | 1       | 0       | 0     | 0      | 0    | 0    | 0              | 158       | i.u.  |
| 1953    | 2       | 0       | 0     | 1      | 0    | 0    | 390            | 30        | 664   |
| 1956    | 8       | 0       | 0     | 2      | 0    | 0    | 600            | 61        | i.u.  |
| 1957    | 2       | 0       | 0     | 0      | 0    | 1    | 335            | i.u.      | i.u.  |
|         |         |         |       |        |      |      |                |           |       |
| Totalt  | 15      | 0       | 0     | 3      | 0    | 1    | 1375           |           |       |
| Källor: |         |         |       |        |      |      |                |           |       |

### Nascar Convertible Division
| År      | Starter | Vinster | Top-5 | Top-10 | Pole | Varv | Prispengar ($) | Placering | Poäng |
| ------- | ------- | ------- | ----- | ------ | ---- | ---- | -------------- | --------- | ----- |
| 1957    | 8       | 0       | 4     | 6      | 0    | 7    | 3 415          | 26        | 1 811 |
|         |         |         |       |        |      |      |                |           |       |
| Totalt  | 8       | 0       | 4     | 6      | 0    | 7    | 3 415          |           |       |
| Källor: |         |         |       |        |      |      |                |           |       |